# 마지초등학교 (경기)
마지초등학교는 대한민국 경기도 파주시에 있는 공립 초등학교이다.

## 학교 연혁
- 1969. 03. 01 적성국민학교 마지분교장 인가(69년 2교실 2학급 편성)
- 1970. 03. 01 마지분교장 설치 4학급 편성(1970. 6. 22.)2교실 증축
- 1971. 03. 01 마지국민학교 인가, 6학급 편성(초대 이용학 교장 부임)
- 1973. 02. 07 제1회 졸업식(52명)
- 1978. 09. 15 스탠드 5단 84m 완공
- 1981. 03. 10 유치원 개원식 거행
- 1995. 03. 01 12학급 편성 및 급식소 1동 준공
- 1996. 03. 01 용운국민학교 통합
- 1998. 09. 01 3층 교실 2칸 증축 및 적성초등학교 통합
- 2007. 03. 01 경기도파주교육청지정 자율장학시범학교
- 2007. 10. 18 BTL사업(민간자본유치) 학교 준공식 거행
- 2009. 03. 01 경기도교육청지정 교원능력개발선도학교
- 2010. 03. 01 경기도교육청지정 호국보훈 시범학교
- 2012. 03. 01 제13대 김덕원 교장선생님 취임
- 2012. 03. 01 NTTP 연수원학교 지정
- 2015. 02. 17 제43회 졸업식(49명) 총 3,276명
- 2015. 03. 01 13학급편성(특수학급포함)

## 참고 문헌
- 마지초등학교 - 한국교육학술정보원 학교알리미